# アンヌ・イラリオン・ド・コタンタン

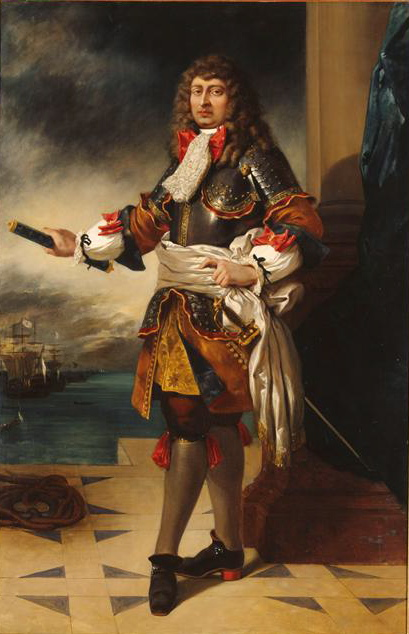
トゥールヴィル伯アンヌ・イラリオン・ド・コタンタン、ドラクロワ画

トゥールヴィル伯アンヌ・イラリオン・ド・コタンタン（Anne Hilarion de Costentin, comte de Tourville, 1642年 - 1701年5月23日）は、ブルボン朝フランスの軍人。ルイ14世時代の提督であり、1693年にフランス元帥に授与された。
17歳でマルタ騎士団のフリゲートに乗り組み海戦に初参加、25歳でフランス海軍に入り、1673年のオランダ侵略戦争で戦列艦サン＝パレイユの乗員として戦った。アーゴスタでは「シレーネ」の指揮を執り、後に「セプトール」の艦長となった。
1676年の戦役ではアブラハム・デュケーヌ提督の下で戦い、1690年から始まった大同盟戦争ではフランス海軍の総司令官となった。ソレイユ＝ロワイヤルに1692年まで将旗を掲げ、ビーチー・ヘッドの海戦ではトリントン伯アーサー・ハーバートが率いるイングランド・オランダ連合艦隊の15隻を沈める大勝利を挙げた。しかし、1692年のバルフルール岬とラ・オーグの海戦では44隻でトリントンの後任のエドワード・ラッセルが指揮する敵の82隻と戦い、勇敢に戦ったが火船攻撃で大損害を受けてフランス艦隊は大敗・壊滅状態になり、ジャコバイトのイングランド上陸計画は頓挫してしまった。
1693年6月27日のラゴスの海戦ではポルトガルのラゴス湾付近でジョージ・ルーク提督が率いる59隻のイングランド船団を打ち破った。
1697年のレイスウェイク条約締結後に退役し、1701年5月23日にパリで死亡した。